# Kettenwurzel
Eine Kettenwurzel ist ein Ausdruck der Form
{\displaystyle \left(\left(\left(p_{1}^{a}+p_{2}\right)^{a}+p_{3}\right)^{a}+p_{4}\right)^{a}+\dotsb },
wobei {\displaystyle 0<a<1} und {\displaystyle \left(p_{n}\right)_{n\in \mathbb {N} }} eine Folge positiver reeller Zahlen ist.
Aus einer so definierten Kettenwurzel lässt sich die Kettenwurzel-Folge {\displaystyle \left(P_{n}\right)_{n\in \mathbb {N} }} mit
{\displaystyle P_{1}=p_{1}^{a}},
{\displaystyle P_{2}=\left(p_{1}^{a}+p_{2}\right)^{a}},
{\displaystyle P_{3}=\left(\left(p_{1}^{a}+p_{2}\right)^{a}+p_{3}\right)^{a}},
{\displaystyle P_{4}=\left(\left(\left(p_{1}^{a}+p_{2}\right)^{a}+p_{3}\right)^{a}+p_{4}\right)^{a}}, …
bilden.

## Beispiele quadratischer Kettenwurzeln
Ist {\displaystyle a={\frac {1}{2}}}, so sind {\displaystyle p_{n}^{a}} Quadratwurzeln ({\displaystyle n\in \mathbb {N} }).
- Für {\displaystyle p_{n}=1} ist

{\displaystyle {\sqrt {1+{\sqrt {1+{\sqrt {1+{\sqrt {1+\dotsb }}}}}}}}={\frac {1+{\sqrt {5}}}{2}}=\Phi }
der Goldene Schnitt.
- Für {\displaystyle p_{n}=2} gilt

{\displaystyle {\sqrt {2+{\sqrt {2+{\sqrt {2+{\sqrt {2+\dotsb }}}}}}}}=2}.
- Näherungsweise gilt:

Mit {\displaystyle p_{n}=n}:
{\displaystyle {\sqrt {1+{\sqrt {2+{\sqrt {3+{\sqrt {4+\dotsb }}}}}}}}\approx 1{,}757932757}
Mit {\displaystyle p_{n}=n^{n}}:
{\displaystyle {\sqrt {1+{\sqrt {4+{\sqrt {27+{\sqrt {256+\dotsb }}}}}}}}\approx 2{,}066176687}
Mit {\displaystyle p_{n}=n!^{n}}:
{\displaystyle {\sqrt {1+{\sqrt {4+{\sqrt {216+{\sqrt {331776+\dotsb }}}}}}}}\approx 2{,}618086580}
Dieses letzte Beispiel verdeutlicht in besonderer Weise, dass trotz einer rapide anwachsenden Folge {\displaystyle \left(p_{n}\right)_{n\in \mathbb {N} }} die zugehörige Kettenwurzel einen endlichen Wert annehmen kann.

## Konvergenzkriterium
Gegeben sei eine Kettenwurzel-Folge {\displaystyle \left(P_{n}\right)_{n\in \mathbb {N} }} mit der zugrunde liegenden Kettenwurzel {\displaystyle \left(\left(\left(p_{1}^{a}+p_{2}\right)^{a}+p_{3}\right)^{a}+p_{4}\right)^{a}+\dotsb } und der Folge {\displaystyle \left(p_{n}\right)_{n\in \mathbb {N} }} positiver reeller Zahlen ({\displaystyle n\in \mathbb {N} }).
Dann konvergiert {\displaystyle \left(P_{n}\right)_{n\in \mathbb {N} }} genau dann, wenn es eine reelle Zahl {\displaystyle C} gibt mit
{\displaystyle a^{n}\log p_{n}\leq C}.
Alle Kettenwurzel-Folgen in den obigen Beispielen sind nach diesem Kriterium konvergent.

## Konvergenz bei konstanten zugrundeliegenden Folgen

### Grenzwerte bei speziellen konstanten Folgen

Konvergenzvergleich der Kettenwurzel-Folgen nach dem Konvergenzkriterium für verschiedene Folgen

Da in den ersten beiden Beispielen die Folge {\displaystyle \left(p_{n}\right)_{n\in \mathbb {N} }} jeweils konstante Glieder {\displaystyle p_{n}=p} hat, tritt für beliebiges {\displaystyle n\in \mathbb {N} } jeder Rest-Abschnitt der betreffenden Kettenwurzel als Grenzwert {\displaystyle x>0} von {\displaystyle \left(P_{n}\right)_{n\in \mathbb {N} }} auf. Somit lässt sich {\displaystyle x} jeweils folgendermaßen bestimmen, wobei stets nur die positive Lösung infrage kommt:
Im ersten Beispiel:
{\displaystyle x={\sqrt {1+x}}\quad \Leftrightarrow \quad x^{2}=1+x\quad \Leftrightarrow \quad x^{2}-x-1=0\quad \Leftrightarrow \quad x={\frac {1+{\sqrt {5}}}{2}}=\Phi }
Im zweiten Beispiel:
{\displaystyle x={\sqrt {2+x}}\quad \Leftrightarrow \quad x^{2}=2+x\quad \Leftrightarrow \quad x^{2}-x-2=0\quad \Leftrightarrow \quad x=2}

### Grenzwerte bei allgemeinen konstanten Folgen
Ersetzt man in den ersten beiden Beispielen allgemein die Zahlen {\displaystyle 1} bzw. {\displaystyle 2} durch {\displaystyle p\in \mathbb {N} }, so ergibt sich analog:
{\displaystyle x={\sqrt {p+x}}\quad \Leftrightarrow \quad x^{2}=p+x\quad \Leftrightarrow \quad x^{2}-x-p=0\quad \Leftrightarrow \quad x={\frac {1+{\sqrt {4p+1}}}{2}}}
Für {\displaystyle p=6} ist beispielsweise {\displaystyle x=3} der nächste ganzzahlige Grenzwert.